# Marea Insulă de Gunoaie din Pacific

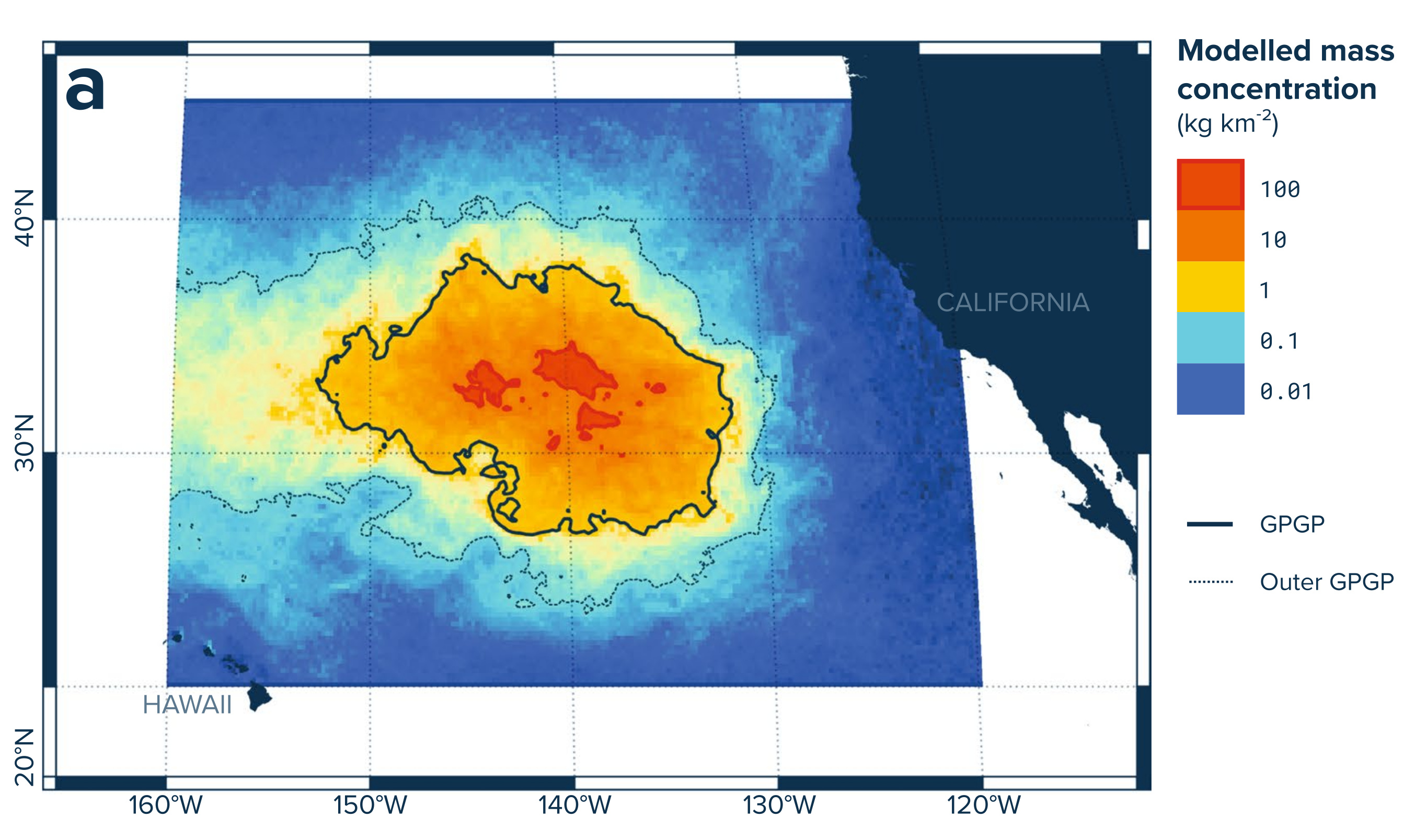

Marea insulă de gunoaie din Pacific (Great Pacific Garbage Patch) este o zonă de acumulare a unei multitudini de deșeuri de plastic (sticle din plastic - PET (Vezi și Mesaj într-o sticlă), plase de pescuit din nylon (plastic), obiecte plutitoare, plastic mărunțit etc.) care constituie o sursă majoră de poluare în lanțul trofic al viețuitoarelor din oceanul Pacific cu afectarea zonelor de pescuit, iar prin expunerea la razele soarelui(UV) acesta se descompune in microplastic ce se evaporă cu apa în aer. În corpul unui om ajung 5 grame de plastic, cât un card de credit, în fiecare săptămână.
A fost descoperită în anul 1997, are de două ori mărimea statului american Texas (1.391.324 km², de 6 ori suprafața României), este considerată "un continent sinistru al secolului 21".

## Vezi și
